# أليساندرو غاسمان
اليساندرو غاسمان (بالإيطالية: Alessandro Gassmann) (و. 1965 – م) هو ممثل، ومخرج سينمائي، وكاتب سيناريو من إيطاليا . ولد في روما .

## روابط خارجية
- أليساندرو غاسمان على موقع IMDb (الإنجليزية)
- أليساندرو غاسمان على موقع ألو سيني (الفرنسية)
- أليساندرو غاسمان على موقع ميوزك برينز (الإنجليزية)
- أليساندرو غاسمان على موقع أول موفي (الإنجليزية)
- أليساندرو غاسمان على موقع قاعدة بيانات الأفلام السويدية (السويدية)
- أليساندرو غاسمان على موقع إن إن دي بي (الإنجليزية)
- أليساندرو غاسمان على موقع ديسكوغز (الإنجليزية)
- أليساندرو غاسمان على موقع قاعدة بيانات الفيلم (الإنجليزية)
- أليساندرو غاسمان على موقع كينوبويسك (الروسية)